# Gabriel Royer
 (avril 2025).
Si vous disposez d'ouvrages ou d'articles de référence ou si vous connaissez des sites web de qualité traitant du thème abordé ici, merci de compléter l'article en donnant les références utiles à sa vérifiabilité et en les liant à la section « Notes et références ».
Gabriel Royer est un homme politique français né le 1er octobre 1825 à Scy-Chazelles (Moselle) et décédé le 26 novembre 1898 à Spincourt (Meuse).

## Biographie
Fils d'un rentier à Scy qui devient greffier dans les années 1830, élève de l'école militaire de Saint-Cyr entre 1845 et 1847, il devient lieutenant puis capitaine en Afrique entre 1849 et 1852 où il participa à l'assaut de Zaatcha ce qui lui vaut une citation à l'ordre de l'armée. Il est promu capitaine adjoint d'état major en 1855 avant de participer à la campagne d'Italie en 1859 jusqu'à la bataille de Solférino où il est blessé. Il est alors fait chevalier de Légion d'Honneur la même année, reçoit la médaille de la valeur militaire de Sardaigne ainsi que la médaille d'Italie. En 1867, il est promu chef de bataillon et participe à une nouvelle campagne d'Afrique entre 1867 et 1868 avant de participer à la guerre de 1870 à la bataille de Bazeilles où il est fait prisonnier le 2 septembre avant d'être rapatrié le 15 avril 1871. Il quitte l'armée le 20 mars 1875 à 50 ans pour Spincourt. Il reste cependant dans la territoriale atteignant le grade de lieutenant-colonel en 1879.
Très lié à Eugène Billy, conseiller général et député, il est élu maire de Spincourt en janvier 1878, et après sa mort, il prend sa succession au Conseil général en décembre puis à la Chambre en 1879. Il perd cependant dès 1880 son siège au Conseil général mais parvient à se maintenir à la députation en 1881 contre Gustave d'Egremont et le radical Péridon. Il est réélu sur la liste républicaine de 1885 puis en 1889 contre d'Egremont. Il est cependant seul candidat en 1893. Durant l'ensemble de ses mandats, il soutient les gouvernements opportunistes. Il est questeur de la Chambre de 1888 à 1898. Cette année là, il indique se retirer de la vie politique à l'exception de son mandat de maire, il mourut cependant d'un arrêt cardiaque en novembre 1898.

## Décoration
- Officier de la Légion d'honneur (20 août 1874)
- Chevalier de la Légion d'honneur (25 juin 1859)
- Médaille de bronze de la vaillance militaire
- Médaille commémorative de la campagne d'Italie (1859)

## Sources
- « Gabriel Royer », dans Adolphe Robert et Gaston Cougny, Dictionnaire des parlementaires français, Edgar Bourloton, 1889-1891 [détail de l’édition]
- « Gabriel Royer », dans le Dictionnaire des parlementaires français (1889-1940), sous la direction de Jean Jolly, PUF, 1960 [détail de l’édition]
- Dir. Jean El Gammal, François Roth et Jean-Claude Delbreil, Dictionnaire des Parlementaires lorrains de la Troisième République, Metz, Serpenoise, 2006 (ISBN 2-87692-620-2, OCLC 85885906, lire en ligne), p. 255-256